# 아레나 판타나우
아레나 판타나우는 브라질 마투그로수주 쿠이아바에 위치한 경기장으로, 수용 인원은 42,500명이다. 2014년 FIFA 월드컵 경기가 열린 경기장 가운데 하나이다. 과거 이스타지우 조제 프라젤리(Estádio José Fragelli)가 있던 자리에 2억 4,000만 달러(약 2,603억 원)를 들여 건설되었으며 2014년 5월에 개장하였다. 2015년 1월 지붕에 누수가 발생하였고 에어컨의 고장으로 인해 월드컵 폐막 이후 7개월 만에 수리 관계로 일시 폐쇄됐다.

## 2014년 FIFA 월드컵일정
| 날짜       | 시간 (UTC-4) | 팀 #1      | 결과 | 팀 #2                 | 대회 | 관중   |
| ---------- | ------------ | ---------- | ---- | --------------------- | ---- | ------ |
| 2014-06-13 | 18:00        | 칠레       | 3-1  | 오스트레일리아        | B조  | 40,275 |
| 2014-06-17 | 18:00        | 러시아     | 1-1  | 대한민국              | H조  | 37,603 |
| 2014-06-21 | 18:00        | 나이지리아 | 1-0  | 보스니아 헤르체고비나 | F조  | 40,499 |
| 2014-06-24 | 16:00        | 일본       | 1-4  | 콜롬비아              | C조  | 40,340 |